# 王猛 (安定县公)
王猛（561年—590年12月9日），字子猛，太原郡晋阳县（今山西省太原市）人，北周、隋朝官员。

## 生平
大象元年（579年），王猛以东宫右宫伯都下士为起家官。大象二年（580年），王猛在武陟之战中与尉迟迥军交战有军功，加帅都督。开皇二年（582年），王猛出任右监门校尉。开皇九年（589年），王猛跟随上柱囯、宋国公贺若弼渡过长江，在蒋山击败南陈军队，加开府仪同三司，封安定县开国公，食邑四百户。开皇十年（590年），王猛出任行军总管，准备前往讨伐起兵反叛的高智慧。开皇十年十一月七日（590年12月9日），王猛因病去世，虚岁三十，开皇十一年十一月廿八日（590年12月30日）葬于大兴县高阳原。

## 家庭

### 祖父
- 王鸾，北魏侍中、使持节大将军、玉城郡开囯公[1]

### 父亲
- 王操，范阳郡开国公[1]